# Burgugi, Bolgrad
Burgugi (în ucraineană Vînohradivka, transliterat: Виноградівка, în bulgară Бургуджи, transliterat: Burgudji) este un sat în comuna Arciz din raionul Bolgrad, regiunea Odesa, Ucraina.

## Demografie
Componența lingvistică a localității Burgugi
     Bulgară (86,18%)
     Greacă (5,44%)
     Rusă (4,33%)
     Ucraineană (3,02%)
     Alte limbi (0,45%)
Conform recensământului din 2001, majoritatea populației localității Burgugi era vorbitoare de bulgară (86,18%), existând în minoritate și vorbitori de greacă (5,44%), rusă (4,33%) și ucraineană (3,02%).